# Cesare Pressio Colonnese
Cesare Pressio Colonnese (Terni, 28 marzo 1897 – Terni, ...) è stato un politico italiano, Preside della Provincia di Terni dal 1930 al 1934.

## Biografia
Il conte Cesare Pressio Colonnese era figlio dell'ingegner Diego Pressio Colonnese (+1925). Dopo la laurea in giurisprudenza, fu giovane ufficiale volontario nella prima guerra mondiale, grande possidente terriero, partecipò alla marcia su Roma e fu iscritto al Partito Nazionale Fascista fin dal novembre 1920.
Esponente della aristocrazia cittadina ternana, aderì al Fascismo fin dai primi anni venti rimanendo su posizioni moderate. Fu inoltre il secondo preside della Provincia di Terni all'indomani della morte improvvisa di Giovanni Santini. Nel marzo del 1934, dopo la promulgazione delle leggi fasciste sul matrimonio, fu costretto alle dimissioni dalla carica di Preside della Provincia perché celibe. Sposatosi in tarda età con Nora Ferrari, figlia del noto psicologo emiliano Giulio Cesare Ferrari, lasciò alla sua morte l'intero suo patrimonio, compreso il palazzo di famiglia alla moglie Nora (1904-1998). Con la sua morte, senza discendenza, si estinse la famiglia Pressio Colonnese, mentre quanto rimaneva del cospicuo patrimonio dei Pressio Colonnese passò ai nipoti di Nora Ferrari, i fratelli Roberto, Cesare e Fiamma Kechler Ferrari .
La famiglia Pressio Colonnese, originaria di Cesi, ereditò nell'Ottocento le proprietà dei Graziani, originari di Norcia a loro volta imparentati con la potente famiglia Spada di Terni. Notevole è il palazzo cinquecentesco della famiglia Pressio Colonnese in Via Silvestri, costruito degli Spada. Sono da ricordare i diari di Carlo Graziani, conservati nell'archivio dei Pressio Colonnese, vissuto tra il settecento e ottocento, in cui sono descritti le feste ed i banchetti nella tenuta di famiglia dei Graziani, villa Valle nei pressi della cascata delle Marmore, dove furono ospitati personaggi illustri come Camille Corot, Lord Byron, Ferdinando II re di Napoli. L'intero archivio della famiglia Pressio Colonnese è stato donato dai discendenti all'archivio di Stato di Terni alla fine del Novecento.

## Ascrizioni Nobiliari
La famiglia Pressio-Colonnese è riportata nell'Elenco Ufficiale Definitivo delle famiglie nobili e titolate del Regno d'Italia (1908) per l'Umbria, nelle persone di:
- Carlo, di Diego, di Cesare e di Marianna Colonnese, di Prospero, di Cesare, di Domenico, di Prospero Pressio.

Figli di Carlo: Silvia, Diego, Cesare.
Origine: Cesi, Terni
Dimora: Terni
Titoli: Nobile di Spoleto (1709),
Nobile di Terni (1844),
Nobile di Perugia (1644),
Conte Palatino Imperiale (1634).